# Ansgar Matthes
Ansgar Matthes (* 9. März 1924; † 15. Februar 2008 in Kehl-Kork) war ein deutscher Neuropädiater und Epileptologe.

## Leben
Nach dem Studium der Medizin in Berlin, Würzburg und Heidelberg legte Matthes dort 1951 das Staatsexamen ab und promovierte. Ab 1952 war er wissenschaftlicher Assistent an der Heidelberger Universitäts-Kinderklinik, wo er von 1955 bis 1965 die Epilepsieambulanz und EEG-Abteilung aufbaute und leitete. 1959–1960 folgte ein Auslandsaufenthalt an der Harvard University in Boston, Massachusetts, USA, bei dem US-amerikanischen Neurologen und Epileptologen William Gordon Lennox.
Nach seiner Rückkehr habilitierte Matthes sich 1960 in Heidelberg für Pädiatrie („Psychomotorische Epilepsie im Kindesalter“).
1964 wurde er Leitender Arzt an die damaligen „Korker Anstalten“ in Kehl-Kork mit nachfolgendem Auf- und Ausbau des Epilepsie-Zentrums Kehl-Kork zu einer modernen Modelleinrichtung, ab 1969 zusammen mit dem Neuropädiater und Epileptologen Rolf Kruse.
Matthes war u. a. von 1969 bis 1971 Vorsitzender der Deutschen Sektion der Internationalen Liga gegen Epilepsie (International League Against Epilepsy, ILAE; seit 2004: Deutsche Gesellschaft für Epileptologie, DGfE).
1985 ging er in den Ruhestand.

## Werk
Matthes war ein „Pionier der deutschen pädiatrischen Epileptologie“. Neben zahlreichen Zeitschriften- und Buchbeiträgen war er (Ko-)Autor und (Mit-)Herausgeber mehrerer Bücher und Broschüren auf dem Gebiet der Neuropädiatrie und Epilepsie inklusive eines Epilepsie-Patientenratgebers:
- D. Janz, A. Matthes: Die Propulsiv-Petit Mal-Epilepsie. Klinik und Verlauf der sog. Blitz-, Nick- und Salaamkrämpfe. (= Bibliotheca Paediatrica, Supplementa ad Annales Paediatrici, Fasc. 60). S. Karger, Basel/New York 1955.
- P. Bamberger, A. Matthes: Anfälle im Kindesalter. S. Karger, Basel/New York 1959.
- A. Matthes, P. Bamberger: Epilepsie bei Kindern. Deutsche Sektion der Internationalen Liga gegen Epilepsie, Heidelberg 1963.
- A. Matthes: Epilepsie-Fibel. G. Thieme, Stuttgart 1969. (letzte Auflage: A. Matthes, H. Schneble: Epilepsien. Diagnostik und Therapie für Klinik und Praxis. 6., neubearbeitete Auflage. G. Thieme, Stuttgart/New York 1999)
- A. Matthes: ABC für Anfallkranke. Ein Ratgeber für Patienten und ihre Angehörigen. G. Thieme, Stuttgart 1968. (letzte Auflage als (Ko-)Autor: A. Matthes, R.Kruse: Der Epilepsiekranke. Ratgeber für den Kranken, seine Familie, für Lehrer, Erzieher und Sozialarbeiter. 5. Auflage. Trias, Stuttgart 1989)
- A. Matthes, R. Kruse (Hrsg.): Neuropädiatrie. G. Thieme, Stuttgart 1973.
- A. Matthes: Unser Kind hat Anfälle. Epilepsie bei Kindern und was der Arzt meint. Deutsche Sektion der Internationalen Liga gegen Epilepsie, Kehl-Kork 1984.
- A. Matthes: Vademecum antiepilepticum. Epilepsie-Zentrum Kehl-Kork, Kehl 1974. (bis zur 6. Auflage (1982) alleiniger Autor, ab der 7. Auflage (1984) gemeinsam mit R. Kruse, ab der 9. Auflage (1987) von R. Kruse und H. Schneble)

## Auszeichnungen
Matthes wurde mit folgenden Auszeichnungen geehrt:
- 1971: Michael-Preis der Stiftung Michael
- 1979: „Ambassador for Epilepsy“ durch die ILAE und das Internationale Büro für Epilepsie (IBE)
- 1985: Ehrenmitgliedschaft der Deutschen Sektion der ILAE (seit 2004 Deutsche Gesellschaft für Epileptologie)